# Kenneth Hayes Miller
Kenneth Hayes Miller (Oneida, 11 marzo 1876 – New York, 1° gennaio 1952) è stato un pittore statunitense.

## Biografia
Kenneth Hayes Miller nacque nel 1876 a Oneida, nello New York. Studiò all'Art Students League of New York con Kenyon Cox e Henry Siddons Mowbray e alla New York School of Art con William Merritt Chase. Le sue prime opere erano ispirate ai dipinti dell'amico Albert Pinkham Ryder e raffiguravano delle figure collocate in paesaggi fantasmagorici.
Durante gli anni 1920, Miller si interessò alle tecniche di imprimitura e velatura dei vecchi maestri che iniziò ad usare per realizzare dei dipinti raffiguranti scene contemporanee; tra le sue opere più celebri vi sono quelle ritraenti delle donne che fanno shopping in grandi magazzini. Stando alla storico dell'arte M. Sue Kendall: «Nelle loro pose classiche e nelle loro composizioni formalizzate, le clienti di Miller diventano forme ovoidi e colonnari con cappelli a cloche e girocolli, uno studio di volumi geometricizzati nello spazio che cercano di occupare un unico piano d'immagine poco profondo.» Miller creò anche molte acqueforti, alcune delle quali riproducevano i suoi dipinti. Prese parte competizione artistica delle Olimpiadi del 1936.
Sebbene si servisse di metodi tradizionali e fosse ostile al modernismo, Miller credeva che la buona arte è sempre radicale. Era socialista e voleva che la sua arte avesse una dimensione politica.
Dopo la sua morte avvenuta nel 1952, la fama di Miller eclissò. Venne riscoperto negli anni 1970.

## Galleria d'immagini

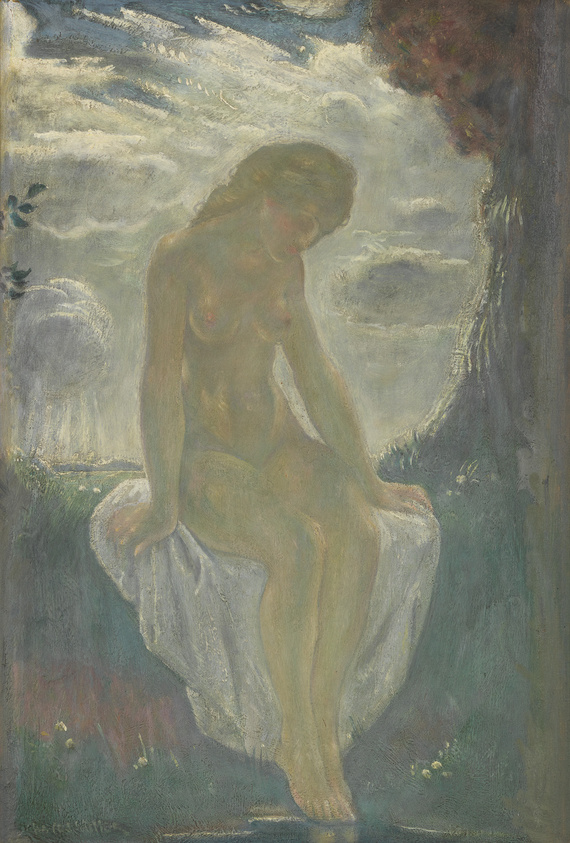
By the Pond
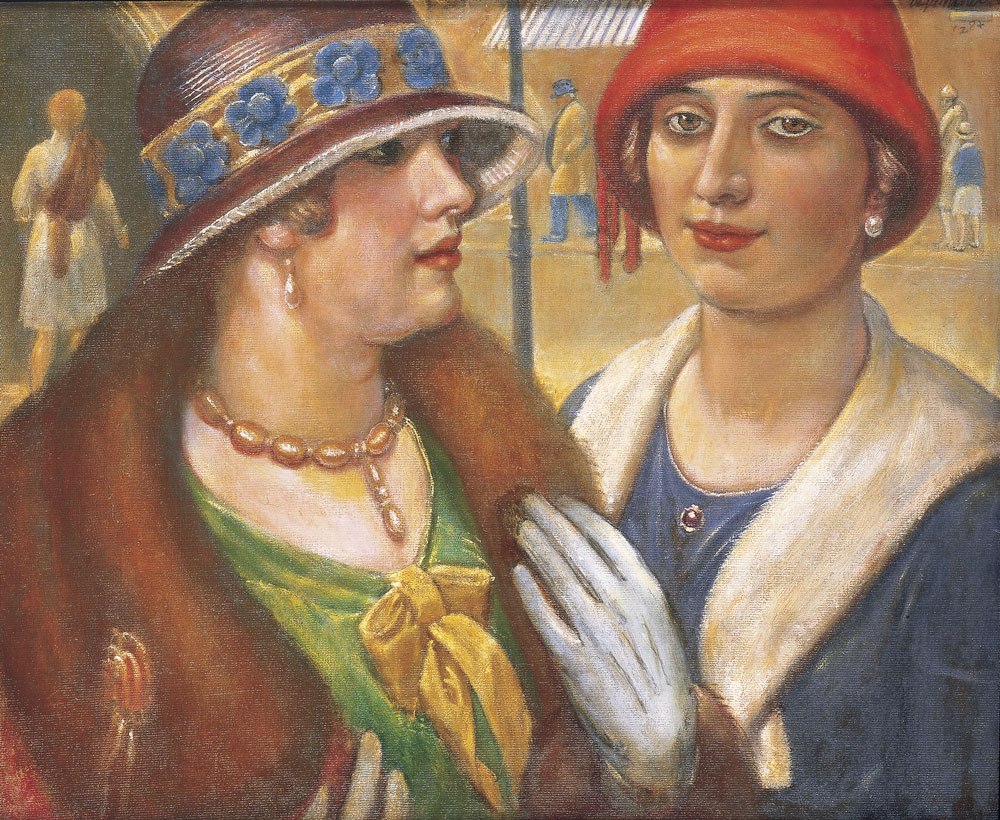
Casual Meeting
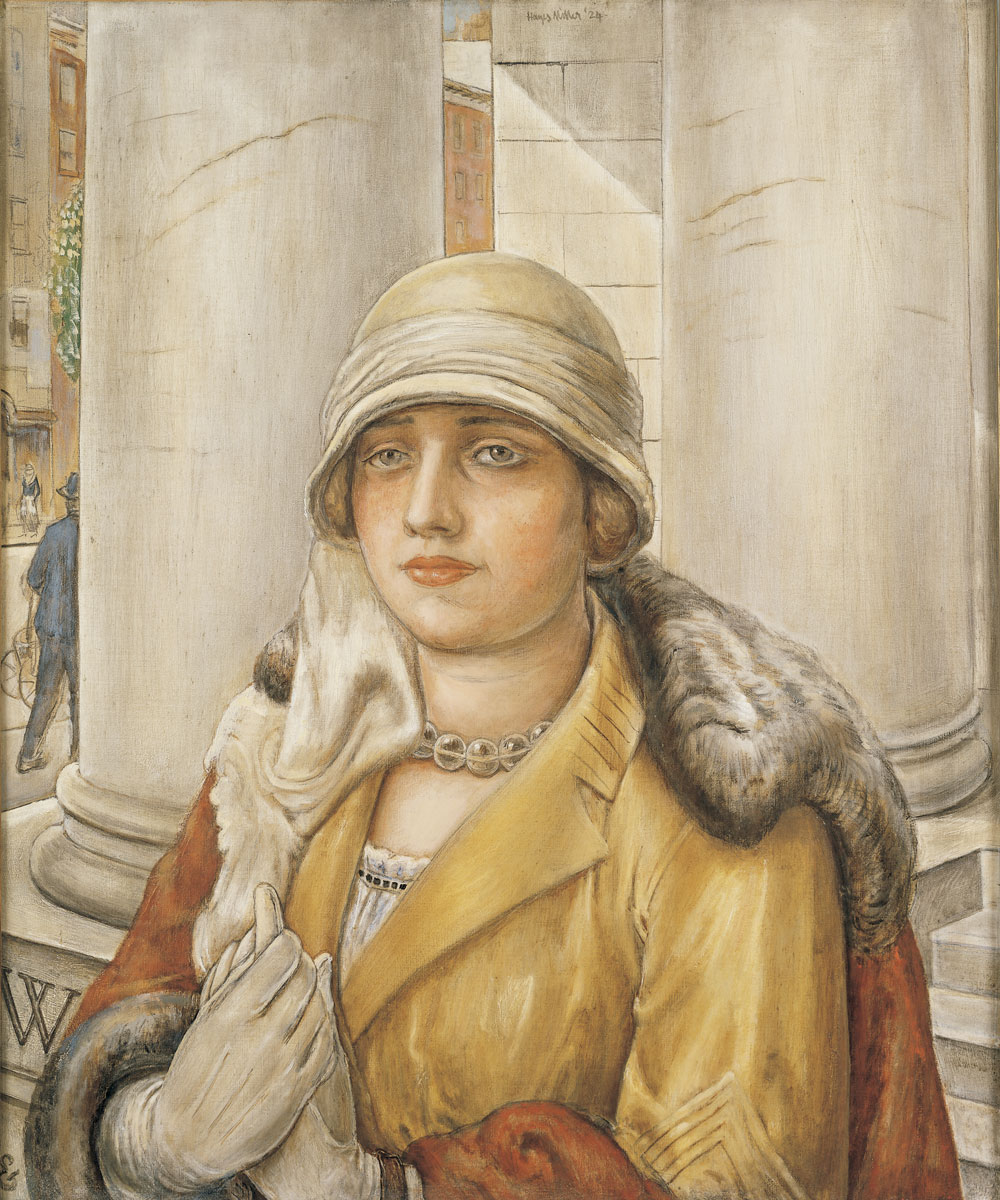
Leaving the Bank
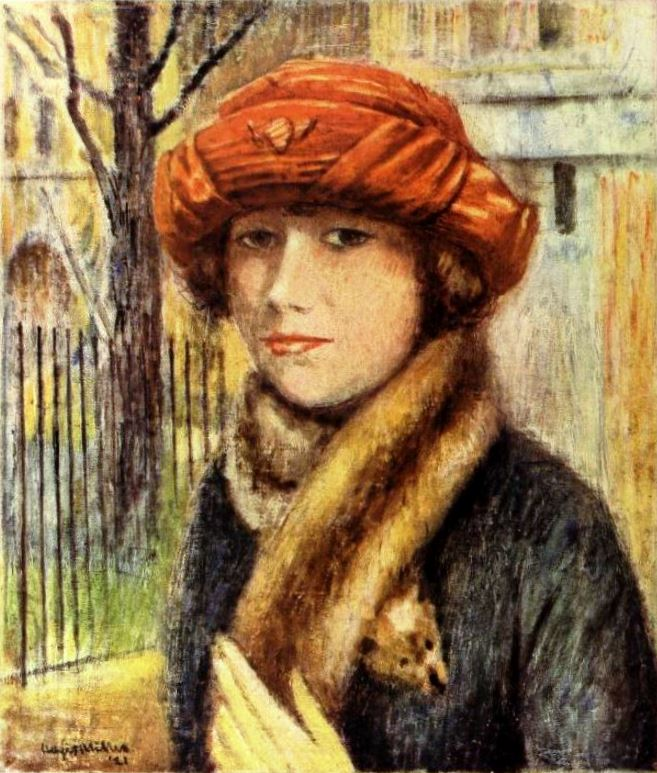
In the Park
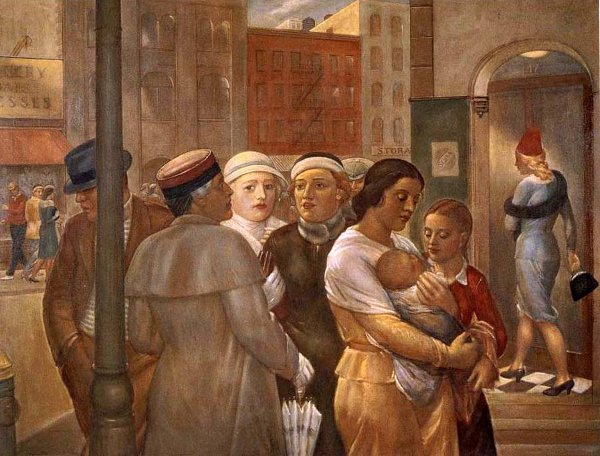
City Street
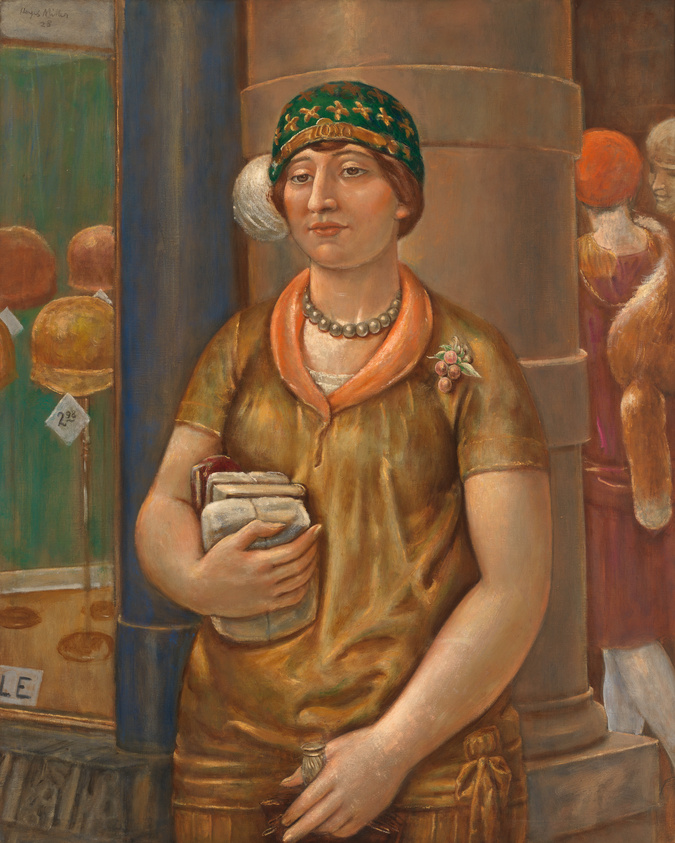
Shopper